# Konkada
Le konkada ou koounkada est une friandise et un dessert populaire au Bénin et au Togo. Il est fait de  cacahuètes grillées puis agglomérées dans du sucre caramélisé. Il se retrouve dans différents pays du continent sous diverses appellations, notamment au Gabon et au Nigeria. Le konkada est aussi présent à Mayotte et en Guadeloupe. C'est l'une des friandises les plus anciennes et des plus prisées[Où ?].
Le konkada se mange seul, avec du gari sec ou délayé avec de l'eau,. 

## Préparation
D'abord, il faut préparer un caramel[source insuffisante] avec le sucre et y ajouter environ le quart de son volume en eau. Il faut ensuite ajouter le jus de citron pour parfumer et mettre les cacahuètes lorsque le caramel est bien doré. Ensuite, il faut laisser cuire cinq minutes en remuant constamment puis verser le mélange sur une planche ou une plaque légèrement graissée. Enfin, il faut former des boules rapidement dès que le caramel commence à durcir[source insuffisante].

## Galerie de photos

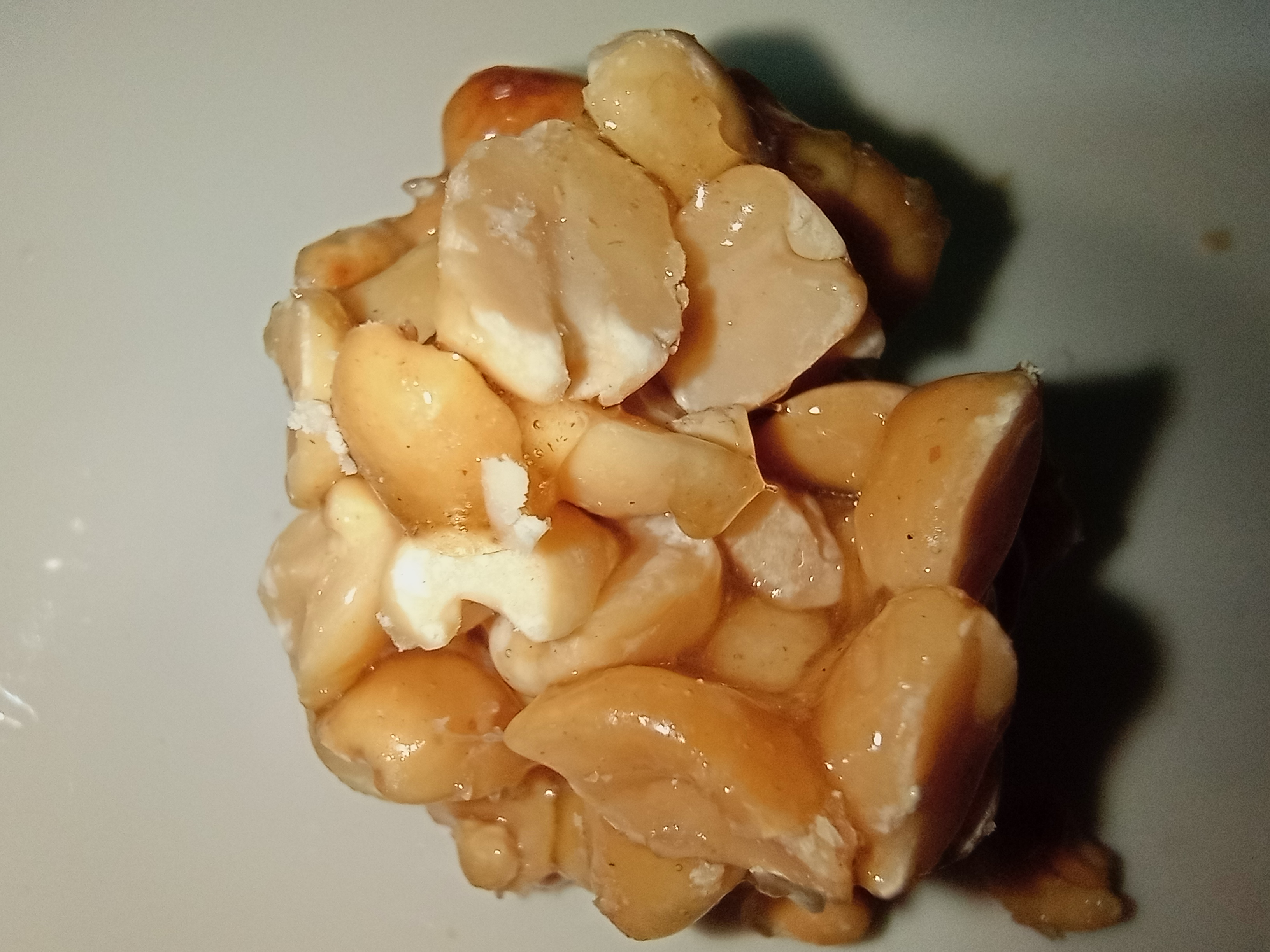
Croquettes d'arachides
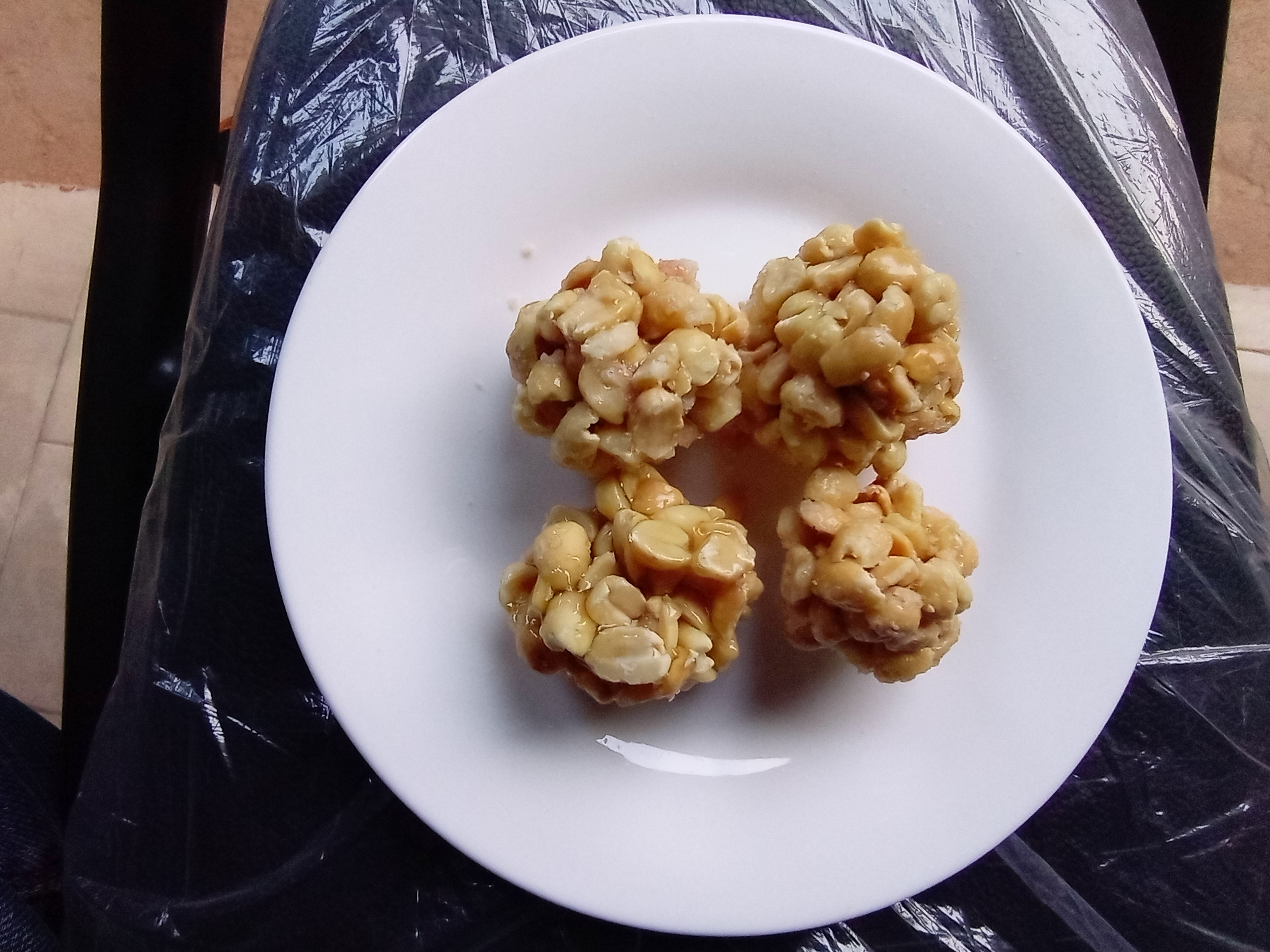
Konkada ou croquettes d'arachides